# Nés en Chine
Pour plus de détails, voir Fiche technique et Distribution.

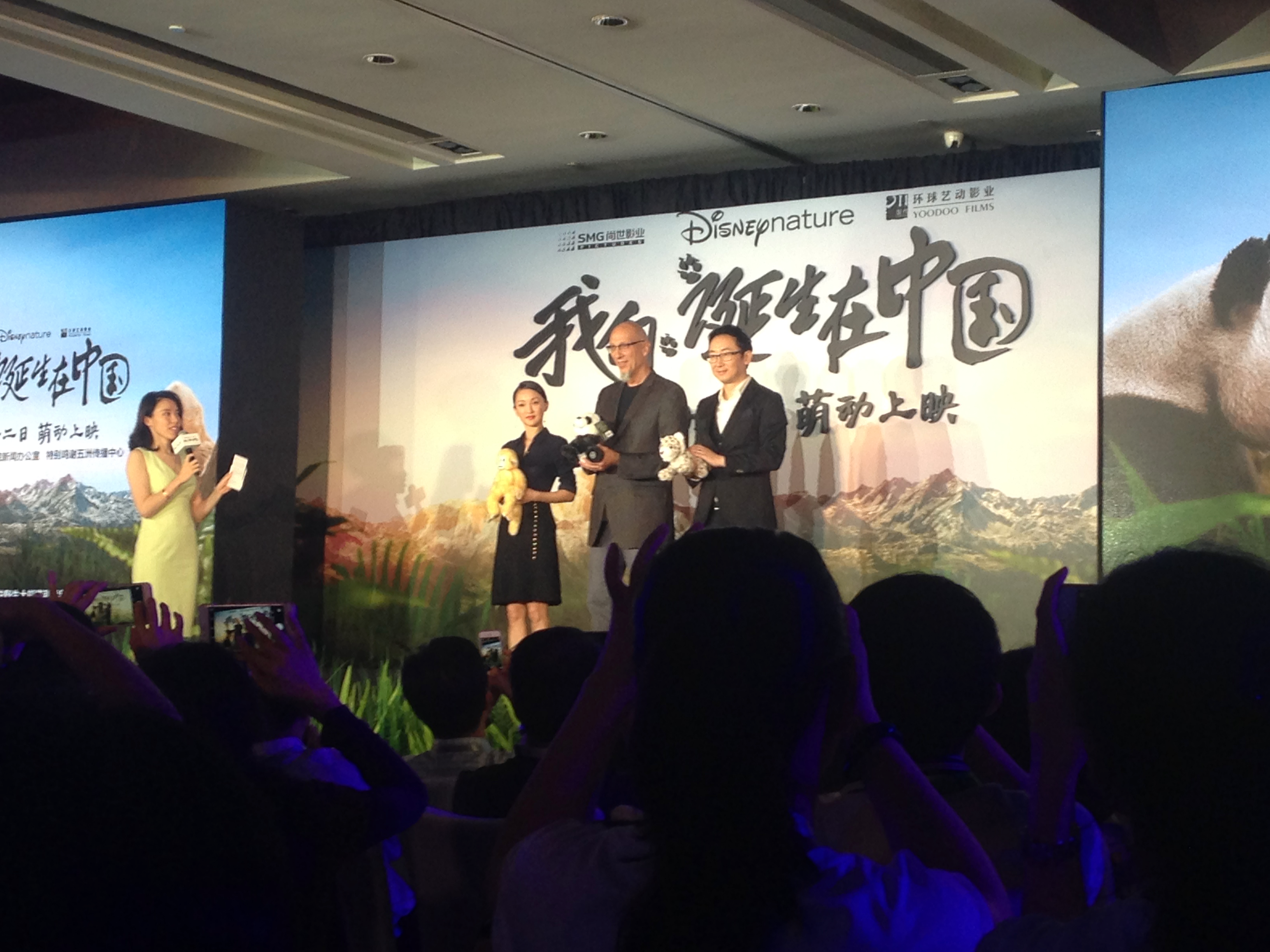

Nés en Chine est un film documentaire sur la nature américano-chinois réalisé par Lu Chuan, sorti en 2016. Comme la plupart des films de Disneynature, le film sort de manière internationale le 22 avril, Jour de la Terre.

## Synopsis
L'histoire et la vie de Yaya, un panda géant, et de sa fille Mei Mei qui découvre la forêt qui l’entoure ; de Tao Tao, un rhinopithèque de Roxellane qui cherche sa place dans sa famille après l'arrivée de sa sœur ; de Dawa, une panthère des neiges qui élève ses deux petits dans l'hostilité du monde qui l'entoure ; et d'un troupeau d'antilopes qui migre vers le lac Qinghai en haut du plateau tibétain, ayant tous un seul point commun : être nés en Chine.

## Fiche technique
- Titre : Nés en Chine
- Titres originaux : Born in China en anglais et 我們誕生在中國 (Wo men dan sheng zai zhong guo) en mandarin
- Réalisation : Lu Chuan
- Scénario : David Fowler, Brian Leith, Phil Chapman et Lu Chuan
- Musique : Barnaby Taylor
- Photographie : Irmin Kerck, Justin Maguire, Shane Moore, Rolf Steinmann et Paul Stewart
- Montage : Matt Meech
- Production : Phil Chapman, Roy Conli et Brian Leith
  - Production exécutive : Yancey Wang
  - Production associée : Mandy Leith
- Sociétés de production : Chuan Films et Disneynature
- Société de distribution : Walt Disney Studios Motion Pictures International, Shanghai Media Group et The Walt Disney Company France
- Pays de production :  États-Unis et  Chine
- Genre : documentaire sur la nature
- Durée : 76 minutes
- Dates de sortie :
  - Chine : 5 août 2016
  - États-Unis : 9 avril 2017 (Festival de San Francisco) ; 21 avril 2017 (sortie nationale)
  - Canada : 21 avril 2017
  - France : 23 août 2017

## Distribution des voix
- John Krasinski : narration en version anglaise
- Zhou Xun : narration en version chinoise
- Claire Keim : narration en version française
- Tristan Harvey : narration en version québécoise